# Organization XIII
Organization XIII (XIII機関 Jūsan Kikan?) är en fiktiv grupp bestående av 13 "nollor" från spelserien Kingdom Hearts. Gruppens mål är att ta reda på hjärtats hemligheter och använder "Kingdom Hearts" för att bli riktiga människor. Eftersom de är "nollor" så saknar de känslor, moral och kan inte heller känna skuld eller ånger, även om de ofta låtsas om att de har känslor.

## Medlemmarna
Olika medlemmar har även olika element och vapen. De kan även kontrollera egna, mindre "nollor" (precis som med "heartless" tar inte "nollor" mänsklig form utan att personen först hade ett starkt hjärta/stark vilja).
När de inte är ute på uppdrag håller organisationens medlemmar till i deras högkvarter; The Castle That Never Was.

### Xemnas
Det här är en medlem som representerar kraften över ingenting. Han använder ett svärdliknande vapen som kallas Etheral Blades. Han är ledaren över Organisationen och försöker att nå sitt mål; att skapa Kingdom Hearts.

### Xigbar
Har kraften över rum och skjuter sina motståndare med sina två skjutvapen. Han var en av grundarna av organisationen.

### Xaldin
Styr över vindens kraft och besegrar sina motståndare med sina sex lansar. Han är en riktig silvertunga som är duktig på att hitta kryphål. Han var med och grundade Organisationen.

### Vexen
Har kraften över is och har en sköld som vapen. Men hans analyserande förmåga och skarpa hjärna skulle nog också kunna räknas som ett vapen. Han är den som har hand om all information som Organisationen har. Han var med och grundade Organisationen.

### Lexaeus
Har fötterna på jorden där han får sin kraft ifrån. Hans "yxsvärd" och enorma muskelstyrka är mäktiga vapen. Han är tystlåten och pratar sällan med någon. Han var med och grundade Organisationen.

### Zexion
Är riktigt intelligent och kan skapa illusioner. Hans vapen är ett lexikon. Hans intelligens tar för mycket plats i hans huvud och logiken går före hans känslor, om det nu finns några. Han var med och grundade Organisationen.

### Saix
Får sin kraft från månen. Hans vapen är ett claymore som är ett slags svärd. Han är den som har mest makt efter Xemnas. Han är den som delar ut uppdrag till medlemmarna.

### Axel
Hans röda hår speglar hans kraft, elden. Hans vapen är två chakrams. Han gör saker på sitt sätt och följer oftast inte reglerna om han inte måste. Han har en stark känsla för rätt och fel. Hans bästa vän är Roxas.

### Demyx
Hans musikalitet kombinerar han med elementet vatten. Hans vapen är hans gitarr. Han är något av en mes. Han är den svagaste i Organisationen och föredrar att bara sitta och slappa dagarna i ända. Blir det strid så smiter han gärna undan.

### Luxord
Han styr tiden och spelar gärna kort vilka också är hans vapen. Han ser livet som ett spel och eftersom han har tidens kraft så finns det ingen tidsgräns för honom.

### Marluxia
Hans skönhet matcher hans kraft över blommor. Han är lik döden med sin lie. Han lurar sina motståndare med sin skönhet och de får sällan syn på den fula insidan förrän det är för sent.

### Larxene
Hon har ett hett temperament och kan sända iväg blixtar mot de som inte gör som hon vill. Knivar är ett annat vapen hon gärna använder. Hon är väldigt otrevlig och hon stör sig ofta på Demyx lata natur.

### Roxas
Soras Nobody som liksom Sora har ljusets kraft och svingar sin "nyckelsabel" i syfte att förgöra sina motståndare. Han försöker desperat finna sin plats i livet. Hans bästa vän är Axel.

### Xion
Går med i Organisationen i Kingdom Hearts 358/2 Days. Liksom Roxas slåss hon med en "nyckelsabel". Hon beskrivs som ett mysterium.

## Bakgrund
De sex första medlemmarna var lärjungar till Ansem the Wise. Ansem the Wise var en sorts forskare som undersökte hjärtans innersta essens, men han blev rädd för vad han gav sig in på och avbröt hela forskningen. Xehanort, den främste av Ansems sex lärjungar, ville fortsätta. Så han och de andra fortsatte i hemlighet med experimenten. Till slut blev de så uppslukade av mörkret i människornas hjärtan att de själva blev heartless (övernaturliga varelser som består av mörkret i ett hjärta och som lever på mörkret i andras hjärtan). Xehanorts heartless behöll sin mänskliga form (till skillnad från vanliga heartless) och fortsatte sin forskning efter att ha bannlyst Ansem the Wise och stulit Ansems namn (han kallar sig själv Ansem).
Varje gång en Heartless bildas, bildas en nobody (skalet och själen som blir över). Xehanorts nobody döpte om sig själv grundat på namnet Ansem och blev Xemnas (Ansem + X = Xemnas). Xemnas skapade då en grupp bestående av de andra lärjungarnas nobodys och sig själv, the Organization.
Lista på de första medlemmarna och deras grundnamn:
- Xemnas - Ansem
- Xigbar - Braig
- Xaldin - Dilan
- Vexen - Even
- Lexeaus - Aleaus
- Zexion - Ienzo

Andra medlemmars riktiga namn
- Saïx - Isa
- Axel - Lea
- Roxas - Sora

De övriga medlemmarnas namn är okända. Men det ryktas att Axel är döpt efter Reno's favorit dryck; Ale. (Reno är en karaktär från Final Fantasy som liknar Axel och som Axel troligen var baserad på)

## Kännetecken
Alla som blir medlemmar i Organization XIII blir döpta efter sitt grundnamn + ett X, och de får även ett nummer efter i vilken ordning de kom (tex. nummer VII, Saix). Något annat som representerar dem är deras svarta "rock" som varierar lite mellan medlemmarna (Axels är smalare vid armbågarna och Demyx axlar är spetsigare) och som hjälper dem att resa säkert igenom portaler kallade Corridors of Darkness.